# Frank Sherwood Rowland
Frank Sherwood Rowland (n. 28 iunie 1927, Delaware⁠(d), Ohio, SUA – d. 10 martie 2012, Newport Beach, California, SUA) a fost un chimist american, laureat al Premiului Nobel pentru chimie (1995).